# Mejía (apellido)
Mejía es un apellido español con linajes castellanos, gitanos y judeo-sefarditas.

## Historia
Apellido muy frecuente y repartido por toda España, cuyo linaje más antiguo del que se tiene noticia es originario de Galicia. Es recurrente sobre todo en Andalucía. Pasó a América.
Con carácter general, los judíos, que llegaron a la península ibérica antes que los romanos, formaron sus apellidos de la misma forma que el resto de los ciudadanos de la antigua Hispania. Lo que si conservaban eran nombres hebreos que los conversos, que abrazaron el cristianismo para no ser expulsados, hubieron de cambiar por nombres cristianos al ser bautizados.

### Colombia
Es un apellido popular en Colombia, especialmente en la región Paisa. Según el libro "Genealogías de Antioquia y Caldas" de Gabriel Arango Mejía, el primer español en llevar el nombre a Colombia fue un hombre llamado Don Juan Mejía de Tobar Montoya.

## Etimología
Al ser un apellido muy común, sobre todo en su variante plural, se le atribuyen varios orígenes etimológicos distintos: 
- Posible derivado de un antiguo nombre personal hispánico del que se desconoce la etimología, pero se supone que pueda ser una variante de Matías.[6]
- Posible derivado de un apodo basado en la palabra castellana antigua megía (medicamento), que se aplicaría al que tuviera por oficio la creación de medicamentos.[6]
- Posible apellido toponímico, derivado del lugar de Mesía.[7][8]
- Según algunos sería de etimología vasca significando juncal.[9]
- Según otros sería de etimología hebrea derivado de Mashiaj, a su vez derivado del arameo meshija, con el significado de ungido, mesías.[10]

## Escudos
Cada escudo representa a una rama familiar del apellido cuyos datos de origen suelen constar en la descripción del mismo, por lo que solo los herederos de esa rama familiar pueden disfrutar de dicho blasón.
| Blason à dessiner | El escudo Mejía está blasonado así: Fajado de oro y azur. El primitivo, originario de Galicia. |

| Blason à dessiner | El escudo Mejía está blasonado así: En campo de oro, un oso rampante, de su color natural. Castellano. |

## Variantes
|  | El escudo Mejía está blasonado así: Fajado de oro y azur Escudo del presidente de Chile Hipólito Mejía (2000-2004). Ostenta la Orden al Mérito de Chile. |

## Compuestos y Derivados
| Blason à dessiner | El escudo Mejía de Tobar está blasonado así: Escudo partido: 1.º, en campo de oro, tres fajas de oro, y 2.º, en campo de azur, una banda de oro, engolada en cabezas de dragantes, de sinople. Linaje originario de Villacastín (Segovia, España), que pasó a Colombia en el siglo siglo XVII como Mejía. |

## Eclesiásticos
| Fiat Mihi Voluntas Tua | El escudo Mejía está blasonado así: En campo de sinople, un fruto de su color natural, adiestrada de unas espigas de sinople y oro, y siniestrada de un cocotero de su color natural, con frutos en su base. El fruto está surmontado de una estrella de oro, acompañada en el jefe diestro de una paloma de plata y en el siniestro de un ángel de su color natural; todo ello puesto sobre ondas de azur y plata. Escudo personal eclesiástico de obispo dominicano Fausto Ramón Mejía Vallejo |

| Ipse Est Pax Nostra | El escudo Mejía está blasonado así: Escudo partido: 1.º, palado de gules y plata, con tres armiños en cada una de las de plata, puestas en palo, y 2.º, en campo de azur, un león rampante, de oro. Escudo personal eclesiástico del cardenal presbítero argentino Jorge María Mejía (1923-2014) |

| Fiat Voluntas Tua | El escudo Mejía está blasonado así: Mantelado: 1.º, en campo de oro, una hostia sagrada al natural; 2.º, en campo de plata, un pez de gules, y 3.º o mantel, en campo de azur, un sotuer de sinople, y sobre el todo del sotuer un libro de plata. Escudo personal eclesiástico del arzobispo colombiano Omar de Jesús Mejía Giraldo |